# 薩利諾波利斯

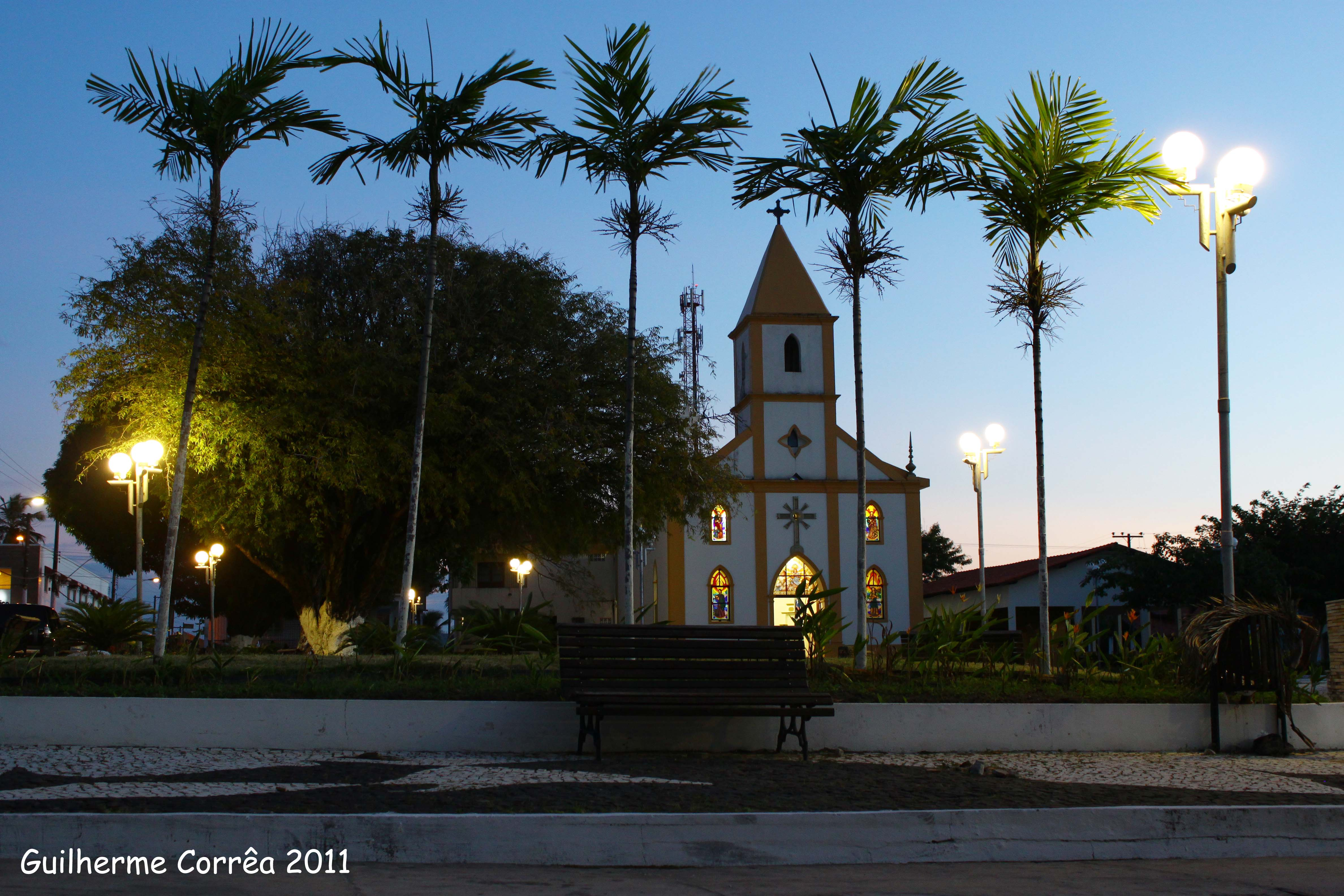
薩利諾波利斯

薩利諾波利斯（葡萄牙語：Salinópolis），是巴西的城鎮，位於該國北部，由帕拉州負責管轄，始建於1901年10月22日，面積218平方公里，海拔高度21米，2013年人口38,552，人口密度每平方公里176.96人。